# Daniel Gélin
Daniel Gélin, född 19 maj 1926 i Angers, Maine-et-Loire, Frankrike, död 29 november 2002 i Paris, Frankrike, var en fransk skådespelare. Under 1950-talet gjorde Gélin flera huvudroller i fransk film. Senare i karriären blev han birollsskådespelare. Han var far till skådespelaren Maria Schneider.

## Filmografi, urval
- 1946 – Jag är ingen ängel
- 1949 – Möte i julinatt
- 1950 – Gud behöver människorna
- 1950 – Kärlekens hus
- 1951 – Edvard och Caroline
- 1952 – Kärlekens fröjder
- 1952 – Sanningens minut
- 1953 – Eskapad i Paris
- 1954 – Möte vid havet
- 1954 – La Romana, en gatflicka i Rom
- 1956 – Mannen som visste för mycket
- 1957 – Död mans hämnd
- 1966 – Brinner Paris?
- 1982 – Natten i Varennes
- 1988 – Att möta ett lejon
- 1988 – Livet är en lång lugn flod